# War Live
War Live es el primer álbum en vivo de la banda estadounidense War. Fue publicado en marzo de 1974 a través de United Artists Records.

## Grabación y producción
War Live (1974) documenta el sonido en vivo de largo alcance pero muy enfocado de la banda durante este período. Grabado durante una participación de cuatro noches a finales de noviembre de 1973 en el High Chaparral de Chicago, Illinois, el álbum captura la ferviente emoción que la banda podía generar durante la gira. La Ciudad de los Vientos era un lugar natural para un álbum en vivo de War—la ciudad era un bastión de la guerra en 1973 y lo sigue siendo hoy.  “Recuerdo que una tormenta de nieve azotó Chicago mientras estábamos haciendo esos conciertos”, dijo el guitarrista y vocalista Howard E. Scott sobre las fechas. “No pensábamos que habría una sala llena, pero ese lugar estaba lleno. No habíamos tocado en Chicago por un tiempo y mucha gente quería vernos”.
El productor y mentor de War, Jerry Goldstein, llevaba algún tiempo grabando los conciertos del grupo en un estudio móvil. Finalmente, se eligieron para su publicación extractos de los espectáculos de High Chaparral. “Tenían la magia”, dijo Goldstein. “Había grabado a la banda en muchas salas grandes, pero eso no era lo mismo que grabar en un club durante cuatro días seguidos. Terminamos usando partes de cuatro o cinco sets diferentes en el álbum en vivo”.

## Canciones
War Live es representativo del repertorio de canciones que la banda utilizó para sus espectáculos de principios y mediados de los años 1970. Después de una introducción del DJ E. Rodney Jones de WVON, el grupo entra en ritmo con «Sun Oh Son», una canción que se escuchó por primera vez en el disco War de 1971. En esta versión se destaca el solo de saxofón jazzístico de Charles Miller. El ritmo se acelera con «The Cisco Kid», un reciente éxito pop #2 de la banda. La obra maestra del álbum es un tratamiento alargado, extra furtivo e instrumentalmente deslumbrante de «Slippin' into Darkness». Todos en el grupo brillan durante este, particularmente el guitarrista Scott, quien desata un ardiente solo de funk/rock. Un dúo de percusión entre Harold Brown y Papa Dee Allen da paso a otra improvisación incendiaria, presidida por la inconfundible armónica de Lee Oskar.
Luego, el ambiente se vuelve más suave en «All Day Music», aquí renderizado con aún más dinámica y texturas que las que se muestran en la versión de estudio. «Ballero», el siguiente número, es la única canción no grabada previamente que se encuentra en el álbum. Lanzado como sencillo en mayo de 1974, este ardiente entrenamiento latino llegó al puesto #33. «Lonely Feelin'», otra composición temprana de War, lleva a la banda de regreso a su base de R&B de los años 1960. War Live concluye con una versión implacable de «Get Down», ejecutada con un toque esbelto y tenso que insinúa implicaciones más peligrosas que la interpretación de estudio de «All Day Music». War agregó referencias al alcalde Richard J. Daley y la cárcel de Cook Courty en la lista de íconos cuestionables de la ley y el orden. "Enfatizamos un poco más las cosas en la versión en vivo", dijo Jordan.

## Recepción de la crítica
Un escritor no especificado de Record World le otorgó el certificado de “Hit of the Week”, y lo describió como “un set en vivo explosivo y dinámico”. Un escritor no especificado de la revista Cash Box comentó: “«Son Oh Son» es un corte épico de diez minutos y medio que revela la fuerza interior del grupo, y «Get Down», un corte de veinte minutos y medio que ocupa toda el lado 4, es un ejercicio de talento musical desenfrenado en su máxima expresión y desinhibición”. Un escritor no especificado de la revista Billboard escribió: “En persona, esta banda vital y erosionada se extiende. En la grabación sólo se escucha una pequeña parte de su capacidad. Así que es un verdadero regalo tener este paquete en locación que permite al oyente en casa disfrutar de todo el poder y la capacidad de improvisación de la banda”.

## Lista de canciones
Todas las canciones escritas y compuestas por War, excepto donde esta anotado. 
| Lado uno |                                                                         |          |  |
| N.º      | Título                                                                  | Duración |  |
| 1.       | «Introductions by E. Rodney Jones of Radio Station WVON, Chicago, Ill.» | 0:31     |  |
| 2.       | «Sun Oh Son»                                                            | 10:39    |  |
| 3.       | «The Cisco Kid»                                                         | 6:05     |  |
| 4.       | «(Intro) Slippin' into Darkness»                                        | 0:20     |  |

| Lado dos |                          |          |  |
| N.º      | Título                   | Duración |  |
| 1.       | «Slippin' into Darkness» | 9:45     |  |
| 2.       | «Slippin' Part 2»        | 8:52     |  |

| Lado tres |                                        |          |  |
| N.º       | Título                                 | Duración |  |
| 1.        | «All Day Music» (War, Jerry Goldstein) | 10:09    |  |
| 2.        | «Ballero»                              | 8:29     |  |
| 3.        | «Lonely Feelin'»                       | 3:00     |  |
| 4.        | «(Intro) Get Down» (War, Goldstein)    | 0:07     |  |

| Lado cuatro |                             |          |  |
| N.º         | Título                      | Duración |  |
| 1.          | «Get Down» (War, Goldstein) | 20:30    |  |

## Posicionamiento

### Gráfica semanal
| Gráfica (1974)                            | Pico de posición |
| ----------------------------------------- | ---------------- |
| Canadá (RPM Top Albums)                   | 17               |
| Estados Unidos (Billboard Top LPs & Tape) | 13               |
| Estados Unidos (Billboard Soul LPs)       | 1                |

### Gráfica de fin de año
| Gráfica (1974)                            | Pico de posición |
| ----------------------------------------- | ---------------- |
| Estados Unidos (Billboard Top LPs & Tape) | 47               |
| Estados Unidos (Billboard Soul LPs)       | 26               |

## Certificaciones y ventas
| País                  | Certificación | Ventas    |
| --------------------- | ------------- | --------- |
| Estados Unidos (RIAA) | Oro           | 1 500 000 |